# Drosophila silvestris
Drosophila silvestris är en tvåvingeart som först beskrevs av Perkins 1910.  Drosophila silvestris ingår i släktet Drosophila och familjen daggflugor.
Artens utbredningsområde är Hawaii.